# Сулейман Иззет бек
Сулейман Иззет бек — военный деятель Османской империи и Турции, командир XV турецкой дивизии, принявшей активное участие в 1918 году в освобождении Баку от оккупации дашнаков, эсер, меньшевиков и англичан.

## Роль в освобождении Азербайджана от оккупации
В конце августа 1918 года Кавказская исламская армия, состоящая из военных частей Азербайджана и Турции, готовясь к освобождению Баку, обратилась к Турции для осуществления решительного наступления в данном направлении.
В ответ на просьбу из Турции, 28 августа дивизия под руководством полковник-лейтенанта Сулеймана Иззет бека, двигаясь передвигаясь по маршруту Гаракилис — Дилиджан — Агстафа прибыла в окрестности Баку к 9 сентября.
Сулейман Иззет бек и находящиеся под его командованием V и XV дивизии, вместе с регулярными и добровольческими военными силами Азербайджана проявили большую отвагу в боях за Баку. После освобождения Баку XV дивизия под руководством Сулеймана Иззет бека отправилась освобождать Дербент и Петровск-Порт (Махачкала). 6 октября были разгромлены военные силы Бичерахова и освобождён город Дербент. 8 ноября дивизия сумела освободить и Петровск-Порт.
В последующие годы Сулейман Иззет бек записал мемуары, посвящённые спасательным миссиям в Азербайджане и на Северном Кавказе. В 1936 году в Турции, на основе данных мемуаров была опубликована книга «15 piyade fırkasının Azerbaycan və Şimali Kafkasyadakı harekatı ve müharibeleri. 103 saylı Askeri mecmuanın tarih kısmı».